# Hemicyclops indicus
Hemicyclops indicus är en kräftdjursart som beskrevs av Sewell 1949. Hemicyclops indicus ingår i släktet Hemicyclops och familjen Clausidiidae. Inga underarter finns listade i Catalogue of Life.